# 岐阜県道95号芋島鵜沼線

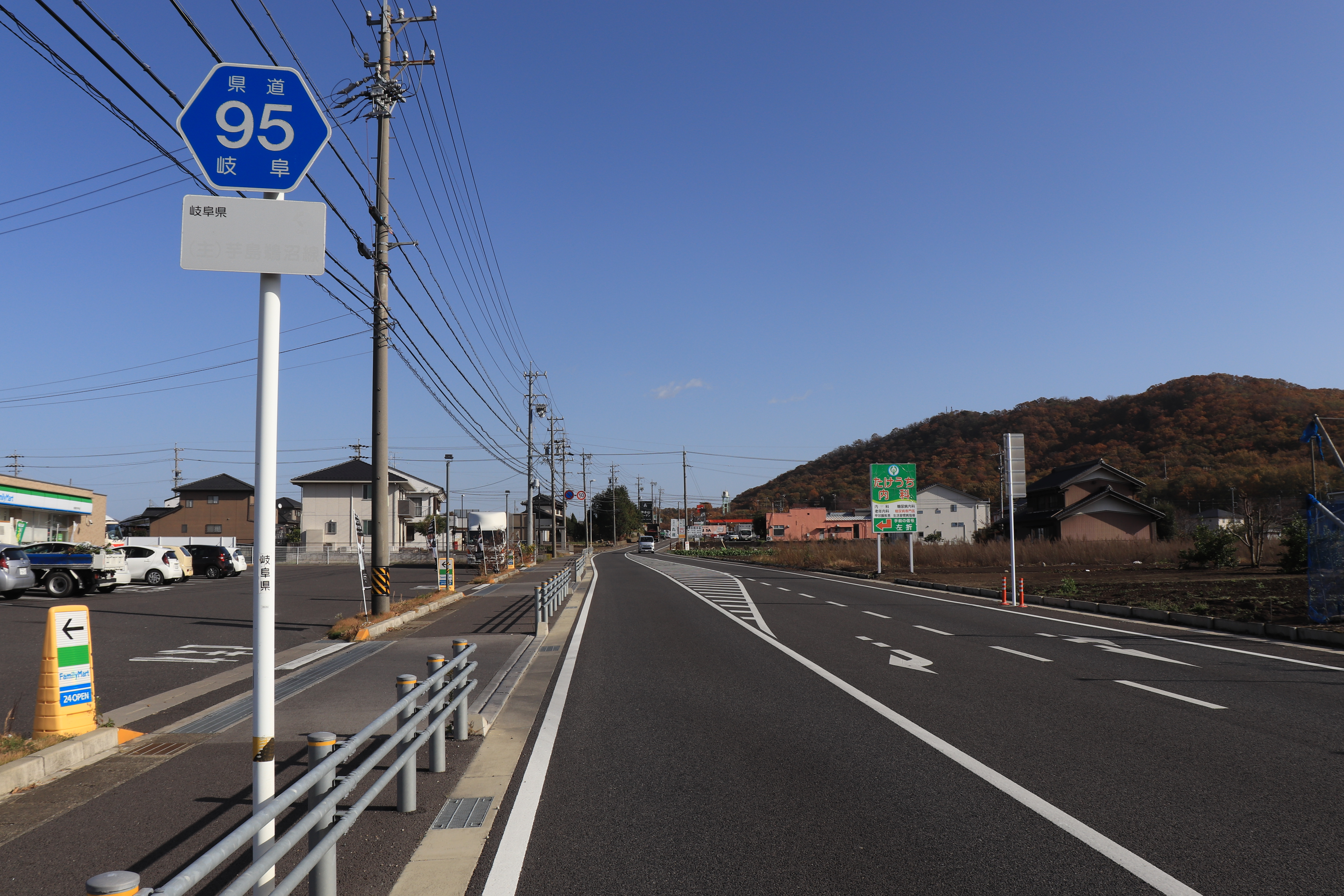
岐阜県道95号芋島鵜沼線、右奥に伊木山、各務原市鵜沼大伊木町にて

岐阜県道95号芋島鵜沼線（ぎふけんどう95ごう いもじまうぬません）は、岐阜県岐阜市から各務原市に至る県道（主要地方道）である。

## 概要
岐阜県各務原市大野町から各務原市鵜沼南町に至る路線である。各務原市南部を東西に結ぶ。
建設省が1993年（平成5年）に大野鵜沼線を主要地方道「芋島鵜沼線」に指定した際の起点が岐阜市長森芋島となっている。
岐阜県の資料（2004年（平成16年）度建設行政の概要）では岐阜市大野町3丁目が起点となっているが、各務原市大野町3丁目の誤りと思われる。
多くの地図では、各務原市大野町3丁目の岐阜県道93号川島三輪線との交差点が起点となっている。
なお、鵜沼方面からこの交差点を越え直進すると岐阜市の芋島5交差点（旧国道21号交点）に至る。

### 路線データ
- 起点：岐阜市芋島（認定済みの起点：各務原市大野町3丁目）
- 終点：各務原市鵜沼南町
- 実延長：12.192 km[1]

## 歴史
- 1993年（平成5年）5月11日 - 建設省から、県道大野鵜沼線が芋島鵜沼線として主要地方道に指定される[2]。
- 2020年（令和2年）4月1日 - 各務原市大佐野町1丁目 - 同市前渡西町間で経路変更し、一部区間で岐阜県道114号一宮各務原線と重複するようになる[3]。

## 路線状況

### 別名
- 木曽川街道（各務原市）

### 重複区間
- 岐阜県道114号一宮各務原線（各務原市大佐野町1丁目 - 同市下中屋町3丁目）

## 地理
各務原市南西部の大野町を起点に、各務原市内を東に進む。各務原市大佐野町から岐阜県道114号一宮各務原線と重複して南下し、各務原市下中屋町で新境川・木曽川の右岸堤防に出る。この堤防道路上を東に進み、新境川を渡り、前渡不動尊の門前を通り、前渡東町7丁目交差点で岐阜県道17号江南関線と交差する。さらに東進し、伊木山の麓を通過してライン大橋のたもとで再び木曽川べりに出る。このライン大橋付近からは、対岸に国宝犬山城が見える。終点は各務原市東部、鵜沼南町の岐阜県道27号春日井各務原線との犬山橋北交差点である。
「木曽川街道」の別名を持つ事、戦国時代までの旧木曽川（境川）の河道に近い事から、旧右岸堤防と思われる。

### 通過する自治体
- （岐阜市）
- 各務原市

### 交差する道路
- 岐阜県道93号川島三輪線（各務原市大野町3丁目、起点）
- 岐阜県道114号一宮各務原線（各務原市大佐野町1丁目）
- 岐阜県道178号下中屋笠松線（各務原市下中屋町3丁目）
- 岐阜県道17号江南関線（各務原市前渡東町・前渡東町7丁目交差点）
- 岐阜県道27号春日井各務原線（各務原市鵜沼南町・犬山橋北交差点、終点）

### 沿線
- 東海北陸自動車道 岐阜各務原インターチェンジ
- 各務原市立稲羽西小学校
- 各務原市立稲羽中学校
- 各務原大橋
- 岐阜かかみがはら航空宇宙博物館
- 岐阜県グリーンスタジアム
- 各務原市立稲羽東小学校
- 前渡不動尊
- 各務原市立陵南小学校
- 大牧1号古墳
- 伊木の森
- 各務原市民プール
- ライン大橋
- 犬山城
- 犬山橋
- 名鉄犬山線・各務原線 新鵜沼駅